# Handänderungssteuer
Die (sogenannte) Handänderungssteuer ist eine Abgabe, die in der Schweiz anlässlich eines Grundstückerwerbs erhoben wird und kantonal geregelt ist. Mit ihr wird der Wechsel der Verfügungsmacht über ein Grundstück besteuert. Als steuerpflichtige Handänderung gelten insbesondere der Eigentumsübergang an einem Grundstück und der Übertrag der wirtschaftlichen Verfügungsmacht über ein Grundstück (Erwerb einer Mehrheitsbeteiligung an einer Immobiliengesellschaft). 
Da diese Abgabe kantonal geregelt ist, existiert für jeden Kanton eine eigene Vorschrift. Nur schon allein der Begriff Handänderungssteuer ist rein formal juristisch nicht überall angebracht. So ist beispielsweise in den Kantonen Uri, Glarus, Zug und Schaffhausen von einer reinen „Grundbuchgebühr“ die Rede. Eine solche dient rechtlich gesehen der reinen Kostendeckung des Verwaltungsaufwandes.
Andere Kantone erheben die Handänderungssteuer als Gemengsteuer: Elemente einer Gebühr zur Kostendeckung werden mit Elementen einer Steuer zur Erzielung von Einnahmen kombiniert.
Die Kantone Zürich und Schwyz kennen seit 2005 respektive 2009 aufgrund von kantonalen Volksinitiativen – eingereicht von den jeweiligen Hauseigentümerverbänden – keine Handänderungssteuer oder vergleichbare Gebühren mehr. Die Kantone Bern und Solothurn schufen eine solche Steuer nicht ganz ab, führten aber einen Freibetrag von Fr. 800'000.00 auf den Verkehrswert einer Liegenschaft ein (Kanton Bern) oder liessen die Steuer für die Eigennutzung einer Immobilie fallen (Kanton Solothurn).

## Erhebung

### Kantonale Erhebung
Das Erheben dieser Abgabe in Form einer Steuer ist in der Regel Angelegenheit des Kantons, kann aber auch vereinzelt den Gemeinden übertragen sein. 
Rein kantonal erhoben wird die Handänderungssteuer in den Kantonen Bern, Luzern, Obwalden, Nidwalden, Solothurn, Basel-Stadt, Basel-Landschaft, Appenzell Innerrhoden, Thurgau, Wallis, Neuenburg, Genf und Jura. 
In den Kantonen Freiburg und Waadt ist es den Gemeinden gestattet, einen zusätzlichen Steuerzuschlag zu erheben. Dieser kann in der Waadt bis zu 50 Prozent der Kantonsteuer betragen, im Kanton Freiburg als «centimes additionelles» gar bis zu 100 Prozent der Kantonssteuer.
In den Kantonen Uri, Glarus, Zug und Schaffhausen erfolgt die Erhebung in Form von Gebühren auf kantonaler Ebene.
Der Kanton Aargau erhebt eine Grundbuchabgabe als Gemengsteuer, der Kanton Tessin erhebt eine Kausalabgabe in Verbindung mit einer Handänderungssteuer.

### Erhebung durch Gemeinden
In den Kantonen Appenzell Ausserrhoden, St. Gallen und Graubünden liegt die Erhebung der Steuer bei den Gemeinden. Jedoch ist es den Gemeinden des Kantons Graubünden freigestellt, ob sie eine solche Steuer erheben oder nicht. Einzig der Maximaltarif ist hier vorgegeben. 

## Abgabepflichtiger
Auch der Träger dieser Abgabe ist unterschiedlich geregelt. 
Die meisten Kantone erheben die Abgabe beim Erwerber. 
Die Kantone Basel-Landschaft und Obwalden teilen die Steuerschuld zwischen Veräusserer und Erwerber. 
In den Kantonen Aargau und Appenzell Ausserrhoden kann der Erwerber oder der Veräusserer der Steuerschuldner sein, abhängig von der Vereinbarung zwischen den Vertragsparteien.

## Tarife
Durch die unterschiedlichen kantonalen Regelungen existiert eine Vielzahl an Steuersätzen bzw. Gebührensätzen, die zudem noch mit Mindestwerten, reduzierten Sätzen oder reinen Fixbeträgen kombiniert sein können.
Hinzu kommen wiederum viele kantonal geregelte Bestimmungen, die eine Befreiung von dieser Abgabe bewirken.
Es ist daher unmöglich, eine verbindliche Angabe über die Tarife mit wenigen Worten zu machen.
So verlangt beispielsweise Kanton Neuenburg den höchsten Steuersatz: im Normalfall 3,3 Prozent. Im Kanton Uri wiederum hängt der reguläre Gebührensatz vom Sachwert ab und kann zwischen 0,1 und 0,2 Prozent betragen. Im Kanton Zug hingegen ist ein Stundenansatz von 180 Franken für den Arbeitsaufwand festgelegt.
Einige Kantone, etwa der Kanton Solothurn, erheben nebst der H. (Art. 205 ff. StG) auch eine Grundstückgewinnsteuer (Art. 48 ff. StG).